# جراحة الأوعية
جراحة الأوعية هي تخصص جراحي يختص بمعالجة أمراض الأوعية الدموية من شرايين وأوردة باستخدام طرق العلاج الطبية أوالجراحية أو طرق التدخل المحدود مثل القسطرة. يتم إجراء جراحة الأوعية الدموية، عندما يعاني المريض من أمراض الأوعية الدموية التي لا يمكن معالجتها بالطرق غير الجراحية. 

## تاريخ

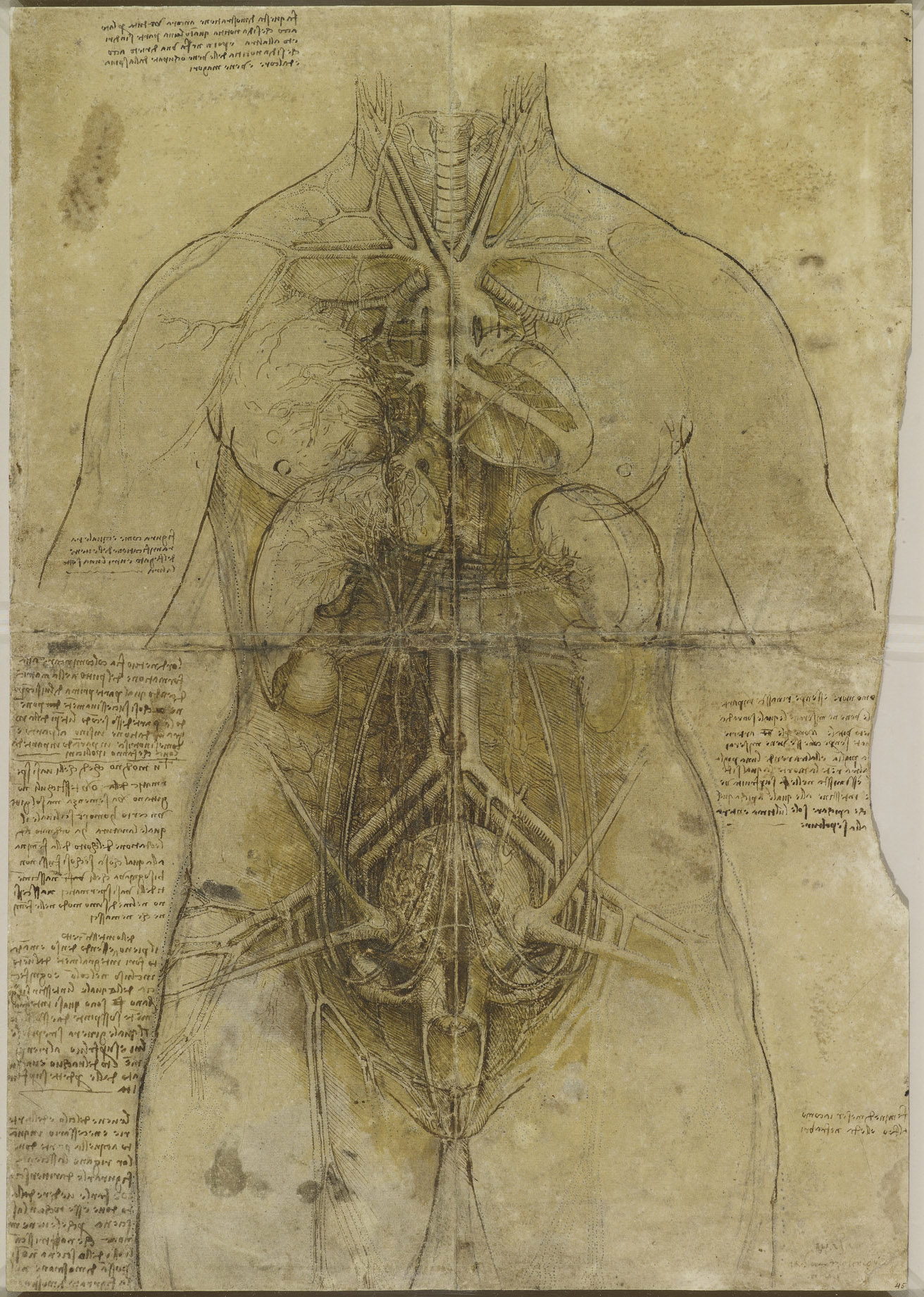
صورة رسمها الفنان ليوناردو دافنشي توضح نظام الاوعية الدموية للمرأة وقد تطورت جراحة هذا النظام منذ ذلك الحين إلى هذا اليوم.

نشأ تخصص جراحة الأوعية الدموية من تخصصي جراحة القلب والجراحة العامة.
من أوائل رواد جراحة الأوعية الدموية:
- الجراح الروسي نيكولاي كوروتكوف، الذي ابتدع التقنيات الجراحية الأولى لجراحة الأوعية الدموية.
- روبرت باتون أحد أوائل جراحي الأوعية الدموية النمساويين، والذي يرجع إليه الفضل في الاعتراف بجراحة الأوعية الدموية كتخصص جراحي مستقل.
- كان من أوائل جراحي الأوعية الدموية الأمريكيين إدوين وايلي الذي طور ودفع تخصص جراحة الأوعية الدموية وساهم في الاعتراف بهذا التخصص كتخصص جراحي مستقل في الولايات المتحدة الأمريكية في سبعينيات القرن العشرين.
- وفي عام 1990م أوجد الدكتور تشارلز دوتر (Charles Theodore Dotter) عملية القسطرة التي كانت قفزة نوعية في تطور جراحة الاوعية الدموية، وامراض القلب الداخلية.

## أنواع جراحة الأوعية

### جراحة الأوعية الشريانية
هي الجراحة التي تعنى بعلاج الشرايين الدموية في جميع اجزاء الجسم مثل شرايين الدماغ والأطراف العليا والأمعاء والكلى والأطراف السفلى كذلك تضم علاج توسع الشرايين بما يسمى ام الدم في شريانات الجسم المختلفة بما فيها الابهر. 

### جراحة الأوعية الدموية الوريدية
هي الجراحة التي تعالج امراض الاوردة مثل دوالي الساق وجلطات الساق الوريدية وجلطات الرئة وتشوهات الاوردة.

### جراحة الأوعية اللمفاوية
هي الجراحة التي تهتم بتورم الأطراف بسبب ضعف الاوعية اللمفاوية
تشكل دوالي الساقين ظاهرة غير جمالية للإنسان وانها تعبر عن فشل النظام الوريدي السطحي والعميق والذي ينتج عنه ارتفاع في التوتر الوريدي. هذا وقد اكتشفت دوالي الساقين في القرن الخامس قبل الميلاد ووصف علماء اليونان امثال أبو قراط وقالن اعراض المرض وطرق علاجه والتي مارالت مستعملة حتى يومنا هذا.
هنالك عدة طرق لعلاج دوالي الساقين ويتم تحديد نوع العلاج بعد استشارة الطبيب المعالج ويعتمد العلاج على نوع الدوالي وعلى مدى تقدمها وكذلك حسب نوع جلد المريض وتتلخص بالعلاج التحفظي والجراحو والعلاج الحراري والتصليب بقن الأبر والليزر السطحي.

## الهدف من جراحة الأوعية
ان الهدف من جراحة الاوعية الدموية، هو علاج امراض الاوعية الدموية، وهي الامراض التي تظهر في الشرايين والاوردة. تحدد امراض الشرايين المشاكل الطبية التي تحدث في الشرايين، مثل جلطات الدم، تصلب الشرايين أو غيرها من الحالات الطبية التي تحدث في الشرايين. تحدث بعض امراض الاوعية الدموية فقط في الشرايين، ويحدث البعض الآخر فقط في الاوردة، والبعض يمكن ان يؤثر على الشرايين وعلى الاوردة.

## المخاطر
- تنفيذ أي عملية جراحية ينطوي على مخاطر معينة. - هناك خطر حدوث تلوثات في أي عملية تتطلب تنفيذ قطع للانسجة. ان العمليات الجراحية التي تجرى في الصدر، أو تلك التي تتضمن اوعية دموية رئيسية، تكون نسبة خطر حدوث المضاعفات فيها اعلى بكثير. - المرضى الذين يدخنون، ذوو ضغط الدم المرتفع، المرضى المصابون بامراض مزمنة ب الكلى أو الرئة، أو المصابون بامراض أخرى، معرضون بشكل كبير لخطر حدوث مضاعفات خلال العملية الجراحية وبعدها.

## المخاطر الأخرى المرتبطة باجراء جراحة الاوعية الدموية
- النزيف.
- فشل أو انسداد العضو المزروع.
- نوبة قلبية أو سكتة دماغية.
- ظهور تورم في الرجل في حال استخدام وريد من الرجل.
- الاشخاص الذين تجاوزوا سن ال 65 عاما، هم أكثر عرضة للتضرر في الدماغ بعد الجراحة الصعبة.
- كلما كانت شدة الضرر في الدورة الدموية قبل الجراحة اعلى، فان مستوى خطر حدوث تدهور في الحالة العقلية، يزيد أيضا بعد الخضوع لجراحة الاوعية الدموية.
- ضعف الانتصاب (العجز الجنسي)

## نطاق الخدمات العلاجية لجراحة الأوعية الدموية
يشمل نطاق الخدمات العلاجية لجراحة الأوعية الدموية جراحة الأورطي بالمنظار الداخلي وجراحة الأورطي بداخل الأوعية الدموية والجراحة الضيقة جداً ورأب الوعاء (توسيع الأوعية الدموية بواسطة قثطارة البالون) ورأب الوعاء عبر اللمعة من خلال الجلد وعمليات زرع الدعامات (تركيب دعامات الأوعية الدموية) والتطعيم الداخلي (تركيب دعامة وعائية عبر أنظمة القثطارة) وجراحات الليزر وعلاج أمراض انسداد الشرايين المحيطية وطريقة شيفا وتطبيق مرشح كافا.

## أحدث طرق العلاج
أهم طرق العلاج حاليا هي العلاج الحراري والتي تحتوي على ثلاث أنواع:
الليزر الوريدي الداخلي (Endovenous laser) والتردد الحراري (radio frequency) والبخار ((steam. هذه الطرق جميعها قد تجرى في عيادة الطبيب تحت التخدير الموضعي بدلا من التخدير العام المستخدم في الجراحة وتتيح للمصاب العودة للعمل في نفس اليوم مع عدم الحاجة لننوم في المستشفى، ويشعر المريض المعالج حراريا بالم قليل جدا ونسبة عودة الدوالي من جديد اقل من ذلك في الجراحة.
ان نسبة اغلاق الوريد الصافن بواسطة العلاج الحراري مثل الليزر أو التردد الحراري للعام الأول تتراوح من 95-100% وان هذا الإغلاق دائم بنسبة 94-97% في السنة الخامسة بعد العلاج وهذا يعني اختفاء شبه كلي للدوالي إلى الابد.

## الفرق بين العلاج بالتردد الحراري والليزر
ان استعمال كلى الطريقتين متشابه جدا ولكن اظهرت نتائج بعض الدراسات بان التردد الحراري أفضل من الليزر حيث ان المريض يتعافى بصورة أكبر وان نسبة حدوث مضاعفات في حالة اسنعمال التردد الحراري تكون اقل من الليزر لكن التنافس بين الطرقتين لا زال على اشده بين مصنعي التقنيات ومستعميليها من الأطباء.
ولكن مدة العلاج بواسطة الليزر الداخلي أو التردد الحراري هي اقل من ساعة ويبدا العلاج بالتعرف على الوريد الصافن بواسطة الصونار وحقن التخدير الموضعي على طول الوريد الصافن تحت اشراف الصونار أيضا ويتم بعد ذلك ادخال انبوب القسطرة العلاجية ومن ثم يتم تسخين الدم داخل الوريد أو جدار الوريد نفسه، يتم بعد ذلك متابعة المريض بواسطة جهاز الصونار من اجل معرفة نسبة اغلاق الوريد الصافن. ان استعمال التردد الحراري يستطيع معالجة الوريد الصافن المتوسع حتى 16 مم.
لسوء الحظ ان هذه الطرق العلاجية لا تستطيع معالجة الشبكة العنكبوتية الوريدية وان معظم المرضى بحاجة إلى متابعة من اجل تصليب الاوردة المتبقية ويمكن ازالة هذه الاوردة إذا اقتضى الأمر من خلال جروح صغيرة خلال تخدير موضعي. ان اغلاق الوريد الصافن بواسطة العلاج الحراري لا يعني عدم احتمال رجوع الدوالي السطحية ثانيا والتي قد تنتج عن إعادة فتح الوريد أو ظهور ارتداد وريدي ولهذا يجب على المصاب ان يتابع حالته بين الحين والاخر عند الطبيب المختص.

## موسعات الأوعية الدموية
هذه الأدوية تعمل على توسيع الأوعية الدموية عن طريق التأثير بشكل مباشر على عضلات جدران الأوعية، مانعة لانقباض العضلات وبالتالي تساعد في الجريان السهل للدم خلال الشرايين كما أن القلب لن يضخ الدم بشدة وبالتالي ينخفض ضغط الدم.
ومن أمثلة هذه الأدوية: هيدرالازين (Hydralazine) والمينوكسيديل (Minoxidil). وتعتبر هذه الأدوية ذات تأثير قوي لذلك فهي تستخدم في حالة عدم القدرة على التحكم الكافي بارتفاع ضغط الدم.
ومن الآثار الجانبية لهذه الأدوية احمرار الوجه،غثيان وتقيؤ، دوخة، ألم في الصدر، سرعة النبض، احتقان السوائل، احتقان الأنف، ونمو الشعر المفرط.

## أخصائي جراحة الأوعية الدموية
جراح الأوعية الدموية هو طبيب أخصائي متخصص في معالجة أمراض الشرايين والأوردة ذات الأضرار الثانوية الواقعة بها باستخدام الجراحات والأدوية. والمجالات الطبية الأساسية لجراح الأوعية الدموية المؤهل فهي استئصال وتوسيع الأوعية الدموية ووحدات المجازة وإطالة الأوعية الدموية في حالات انسداد الأوعية الدموية واضطرابات تدفق الدم ووسائد الأطراف الصناعية لتوسيع الأوعية الدموية. وتعتبر الدواعي الأكثر شيوعاً لجراحات الأوعية الدموية هي استبناء الأوعية الدموية والدوالي والجلطات الوريدية والقدم السكري والوقاية من السكتة الدماغية في حالات تصلب الشرايين وأمراض انسداد الشرايين وتمدد شريان الأورطي للبطن والرقبة والحوض.
ويتمتع جراحو الأوعية الدموية بجانب خبرتهم الجراحية ومعرفتهم بالأساليب التشخيصية بخبرتهم بالعلاجات التمهيدية والرعاية اللاحقة. وحتى يصبح الطبيب الأخصائي جراحاً للأوعية الدموية ينبغي عليه التخرج في التعليم المستمر لمدة ست سنوات.
يوصى المريض بمناقشة الطبيب الجراح قبل إجراء جراحة الاوعية الدموية، حول المخاطر والمضاعفات المتوقعة، بعد دراسة متانية لحالته الطبية وبعد إجراء فحص بدني شامل.